# Liste der Gefängnisse in Alabama
Die Liste der Gefängnisse in Alabama enthält alle Gefängnisse im US-Bundesstaat Alabama, jedoch keine County Jails.

## Einrichtungen

### Staatlich betriebene Gefängnisse
| Name                                         | County     | Ort           | Eröffnung     | Belegungsfähigkeit | Tatsächliche Anzahl Gefangener | Sicherheitsstufe(n) | Correctional Warden(s)                      | Anmerkungen | Foto            |
| -------------------------------------------- | ---------- | ------------- | ------------- | ------------------ | ------------------------------ | ------------------- | ------------------------------------------- | --- | --------------- |
| Bibb Correctional Facility                   | Bibb       | Brent         | Juli 1997     | 1825               | 1664                           | Medium              | Jimmy Thomas Cynthia McCovery               | | Bild gesucht BW |
| Bullock Correctional Facility                | Bullock    | Union Springs | April 1987    | 1577               | 1458                           | Medium              | Patrice Jones David Lamar                   | | Bild gesucht BW |
| Easterling Correctional Facility             | Barbour    | Clio          | März 1990     | 1318               | 1041                           | Medium              | John Crow                                   | | Bild gesucht BW |
| Elmore Correctional Facility                 | Elmore     | Elmore        | 1981          | 1180               | 1084                           | Medium              | Jeffery Baldwin                             | | Bild gesucht BW |
| G. K. Fountain Correctional Facility         | Escambia   | Atmore        | 1928          | 1270               | 1166                           | Medium              | Reosha Butler Antonio McClain               | | Bild gesucht BW |
| Hamilton Aged and Infirmed                   | Marion     | Hamilton      | Mai 1981      | 299                | 210                            | Medium              | Gwendolyn Givens                            | | Bild gesucht BW |
| Julia Tutwiler Prison for Women              | Elmore     | Wetumpka      | Dezember 1942 | 714                | 427                            | Maximum, Medium     | Deidra Wright Lagreta McClain Kenneth Drake | Einziges Gefängnis Alabamas, in welchem zum Tode verurteilte Frauen untergebracht werden                                                        |                 |
| Kilby Correctional Facility (Receiving Unit) | Montgomery | Montgomery    | Dezember 1969 | 1461               | 952                            | Maximum, Medium     | Rolanda Calloway Gwendolyn Barbers          | Verfügt über ein Receiving and Classification Center, in welchem Gefangene in Kategorien eingeteilt und in andere Gefängnisse zugewiesen werden |                 |
| Limestone Correctional Facility              | Limestone  | Harvest       | Oktober 1984  | 2459               | 1862                           | Medium              | Deborah Toney William Streeter              | Größtes Gefängnis Alabamas | Bild gesucht BW |
| St. Clair Correctional Facility              | St. Clair  | Springville   | Juni 1983     | 1270               | 1063                           | Maximum             | Guy Noe Phillip Mitchell Darrel Fox         | Verfügt über einen Todestrakt | Bild gesucht BW |
| Staton Correctional Facility                 | Elmore     | Elmore        | Juni 1978     | 1400               | 1341                           | Medium, Maximum     | Christopher Gordy Camelia Cargle            | | Bild gesucht BW |
| Ventress Correctional Facility               | Barbour    | Clayton       | August 1990   | 1323               | 987                            | Medium              | Joseph Headley                              | | Bild gesucht BW |
| William C. Holman Correctional Facility      | Escambia   | Atmore        | Dezember 1969 | 843                | 147                            | Maximum             | Terry Raybon Katrina Brown                  | Einziges Gefängnis Alabamas, in welchem Exekutionen durchgeführt werden; Gefängnis mit den meisten zu Tode verurteilten Gefangenen              | Bild gesucht BW |
| William E. Donaldson Correctional Facility   | Jefferson  | Bessemer      | Oktober 1982  | 1532               | 1388                           | Maximum             | Kenneth Peters Phyllis Morgan Vencini Smith | Verfügt über einen Todestrakt |                 |

### Staatlich betriebene Community Work Center
| Name                                | County     | Ort          | Eröffnung      | Belegungsfähigkeit                        | Tatsächliche Anzahl Gefangener            | Sicherheitsstufe(n)            | Correctional Warden | Anmerkungen                                                                                                |
| ----------------------------------- | ---------- | ------------ | -------------- | ----------------------------------------- | ----------------------------------------- | ------------------------------ | ------------------- | --- |
| Alex City Community Work Center     | Tallapoosa | Alex City    | September 1974 | 56 (Minimum-Out) 188 (Minimum-Community)  | 31 (Minimum-Out) 75 (Minimum-Community)   | Minimum-Community, Minimum-Out | Karen Williams      | |
| Birmingham Community-Based Facility | Jefferson  | Birmingham   | 1973           | 172 (Minimum-Out) 96 (Minimum-Community)  | 141 (Minimum-Out) 69 (Minimum-Community)  | Minimum-Community, Minimum-Out | Chadwick Chabtree   | Einziges Community Work Center für weibliche Gefangene                                                     |
| Camden Community Work Center        | Wilcox     | Camden       | März 1976      | 56 (Minimum-Out) 18 (Minimum-Community)   | 41 (Minimum-Out) 8 (Minimum-Community)    | Minimum-Community, Minimum-Out | [ Anm. 3 ]          | |
| Childersburg Community Work Center  | Talladega  | Childersburg | 1990           | 260 (Minimum-Out) 150 (Minimum-Community) | 164 (Minimum-Out) 98 (Minimum-Community)  | Minimum-Community, Minimum-Out | Karen Carter        | |
| Elba Community Work Center          | Coffee     | Elba         | Juni 1976      | 88 (Minimum-Out) 166 (Minimum-Community)  | 58 (Minimum-Out) 106 (Minimum-Community)  | Minimum-Community, Minimum-Out | [ Anm. 3 ]          | |
| Frank Lee Community Work Center     | Elmore     | Deatsville   | 1964           | 150 (Minimum-Out) 150 (Minimum-Community) | 104 (Minimum-Out) 73 (Minimum-Community)  | Minimum-Community, Minimum-Out | Charles Tipton      | |
| Hamilton Community Work Center      | Marion     | Hamilton     | 1967           | 108 (Minimum-Out) 170 (Minimum-Community) | 67 (Minimum-Out) 85 (Minimum-Community)   | Minimum-Community, Minimum-Out | Gary Williams       | Das eigentliche Community Work Center wurde erst 1976 eröffnet, vorher fungierte die Einrichtung als Lager |
| Loxley Community Work Center        | Baldwin    | Loxley       | Oktober 1995   | 220 (Minimum-Out) 166 (Minimum-Community) | 97 (Minimum-Out) 118 (Minimum-Community)  | Minimum-Community, Minimum-Out | Sharon Folks        | |
| Mobile Community Work Center        | Mobile     | Pritchard    | Mai 1978       | 102 (Minimum-Out) 119 (Minimum-Community) | 44 (Minimum-Out) 78 (Minimum-Community)   | Minimum-Community, Minimum-Out | Sharon Langham      | |
| North Alabama Community Work Center | Morgan     | Decatur      | Mai 1981       | 417 (Minimum-Out) 286 (Minimum-Community) | 196 (Minimum-Out) 126 (Minimum-Community) | Minimum-Community, Minimum-Out | [ Anm. 3 ]          | |
| Red Eagle Community Work Center     | Montgomery | Montgomery   | 1972           | 286                                       | 126                                       | Minimum-Out                    | Wanda Lightner      | |

### Private Einrichtungen
Im Staat Alabama ist das einzige privat betriebene Gefängnis die Alabama Therapeutic Education Facility. Der Betreiber ist die GEO Group.

## Klassifizierung der Gefängnisse
Die Gefängnisse des Alabama Department of Corrections werden in 4 Kategorien eingeteilt:
- Minimum-Out: Gefangene arbeiten außerhalb der Aufsicht durch Mitarbeiter der Gefängnisse und teilweise auch außerhalb des Geländes.
- Minimum-Community (Min-Comm): Vollzeitarbeit ist außerhalb der Einrichtungen innerhalb der Gemeinde des Gefängnisses möglich. Eine Beaufsichtigung durch Mitarbeiter des Alabama Department of Corrections findet nur außerhalb der Arbeitszeit statt.
- Medium: Innerhalb der Einrichtungen ist das Arbeiten unter Beaufsichtigung möglich; auch anderweitige Betätigung innerhalb der Einrichtungen ist möglich
- Maximum: Einrichtungen für gewalttätige und als gefährlich eingestufte Gefangene; zudem auch Gefangene, welche zum Tode verurteilt worden